# Museu d'Art Italià
El Museu d'Art Italià és un museu públic situat a Lima, Perú, que és sota l'administració del Ministeri de Cultura (abans Institut Nacional de Cultura). És, fins al dia d'avui, l'únic museu d'art europeu al país.

## Història
El Museu d'Art Italià es va lliurar al Perú com a regal per part de la comunitat italiana, resident al país, animada per Gino Salocchi, en el marc de les celebracions pel Centenari de la Independència del Perú, que es van portar a terme des de 1921. La seva inauguració oficial va ser l'11 de novembre de 1923.
Després de molts anys de funcionament, el museu va passar a ser administrat per l'Institut Nacional de Cultura del Perú el 1972. La institució va rebre noves donacions d'artistes italians contemporanis durant l'anys 1989 i 1990, i la col·lecció es va incremtar amb 35 obres més. Des de 1991, s'estan fent grans esforços per recuperar el museu com a tal i revalorar-ho, amb obres d'art i de reconstrucció i adequació de l'edifici. Les passes que s'han donat fins ara han estat possibles gràcies a la col·laboració constant de l'Ambaixada d'Itàlia i l'ajut de l'Associació Amics del Museu d'Art Italià.

## El museu

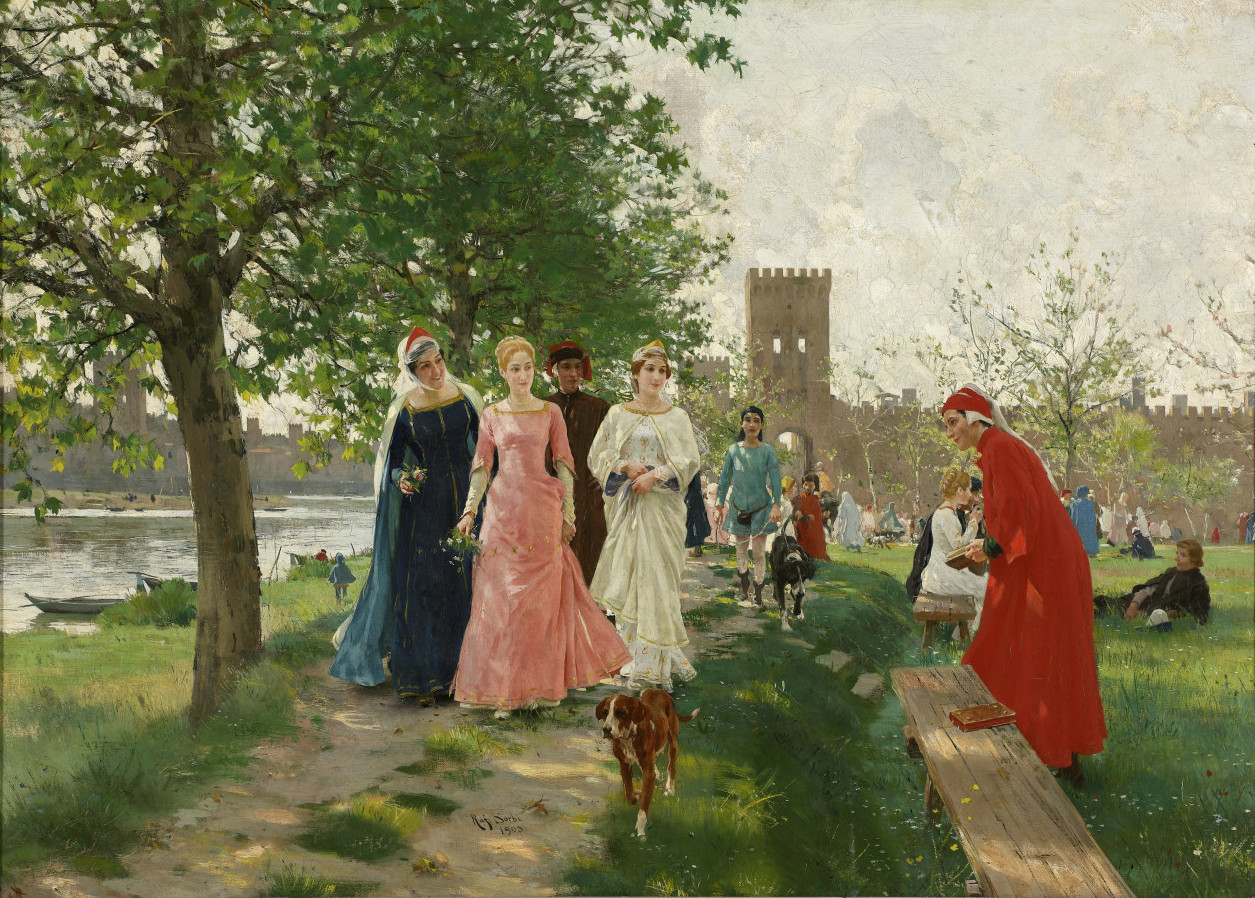
Dante incontra Beatrice de Raffaello Sorbi al Museu d'Art Italià.

L'edifici del museu s'ha mantingut des de la seva inauguració. El projecte va ser encarregat a l'arquitecte milanès Gaetano Moretti, qui també va realitzar la construcció de la Font Xina, regal que va fer la comunitat xinesa al Perú en el context de les esmentades celebracions. Se situa a la segona illa de l'Avinguda Passeig de la República, al Centre històric de Lima al capdavant del Museu de Arte de Lima i compte amb un ampli jardí, estacionaments i sis sales per a l'exposició de la seva col·lecció permanent i de les exposicions itinerants que allà es realitzen. A la sala 2 es troba un vitrall inspirat en l'obra La primavera de Sandro Botticelli.
A través de l'edifici, tant en disseny com en elements decoratius, queda representat l'art italià del passat: elements de l'arquitectura de Bramante, relleus i detalls decoratius inspirats en Donatello, Ghiberti, Miquel Àngel i Botticelli. La façana es completa amb els escuts de les principals ciutats italianes i dos gegantins mosaics, fets per l'Associació de Mosaiquistes Venecians, amb els personatges més notables de la història d'Itàlia.

## Col·lecció
La primera selecció de les obres que pertanyerien a la col·lecció permanent del museu es va realitzar sota la curadoria de Mario Vannini Parenti. Així, va adquirir una donació superior a 200 obres, entre escultures, pintures, dibuixos, gravats i ceràmiques, de manera que quedessin representats artistes de totes les regions d'Itàlia. Gran part de la col·lecció data de principis del segle xx, encara que no es pot apreciar el moviment d'avantguarda al Museu.

## Associació Amics del Museu d'Art Italià
A iniciativa de l'ambaixador d'Itàlia, Bernardino Osio, el 1991 es va constituir l'Associació Amics del Museu d'Art Italià, que té per fi donar suport als treballs necessaris per poder revalorar el museu -l'immoble i la col·lecció-.